# Темний ельф

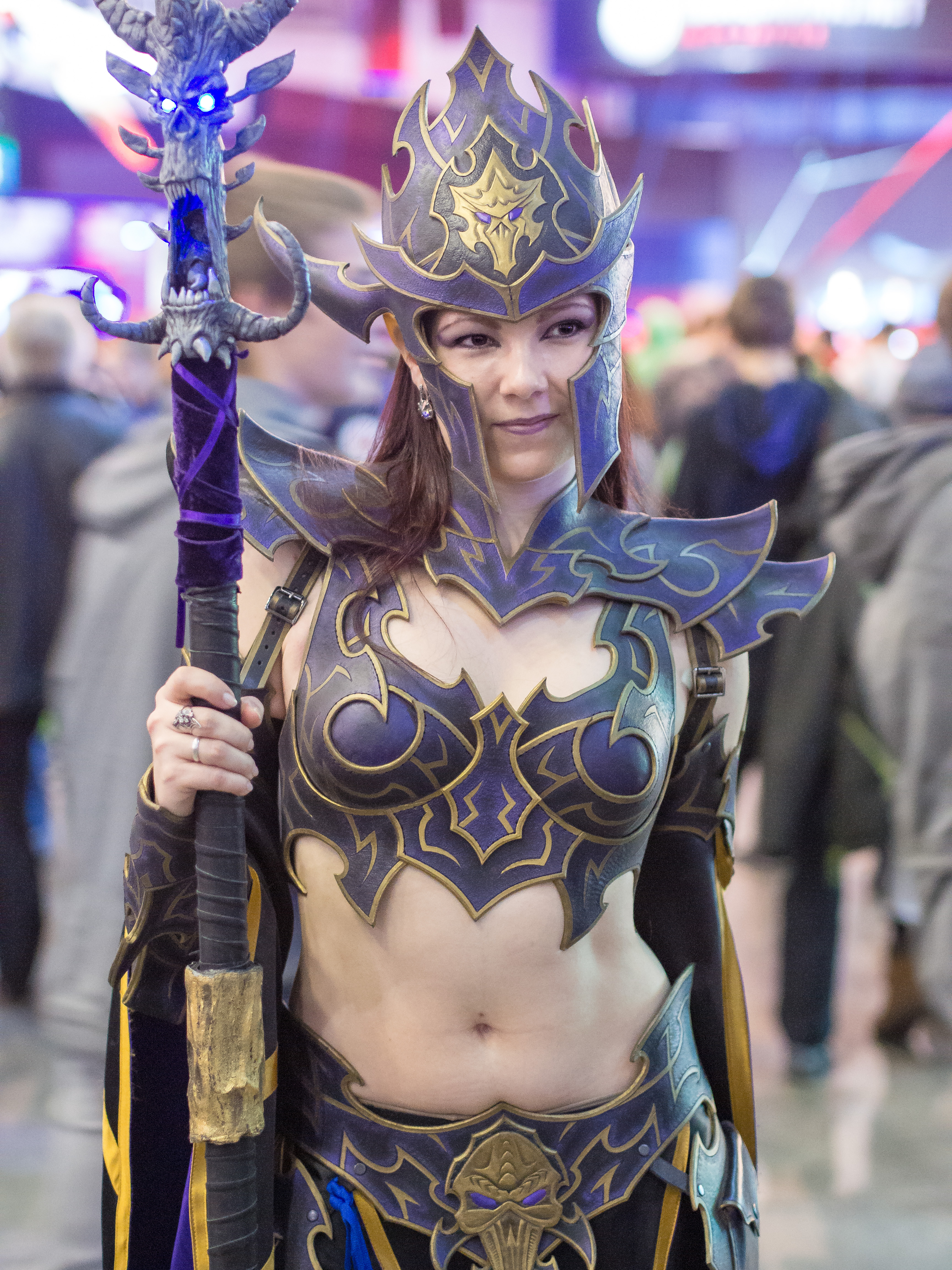
Косплей темного ельфа на виставці Igromir у 2013 році.

Темний ельф (дроу) (англ. dark elf) — вигадана раса в світах Dungeons & Dragons. Вперше згадані в книзі правил Першого видання ігрової системи Advanced Dungeons & Dragons за авторством Гаррі Гайгекса в 1979 році як різновид раси ельфів. В кінці 1980-х - початку 1990-х доопрацьовані і включені Едом Грінвудом в новий сеттінг Forgotten Realms («Забуті Королівства»), в рамках якого і отримали найбільшу популярність (згідно з яким і описуються в статті). Темні ельфи значно популізовані літературою по Forgotten Realms, зокрема серіалом Роберта Сальваторе про слідопита Дріззта До'Урдена. Розробниками всесвіту створена мова дроу і словник з розхожими словами і фразами.
Темні ельфи — могутня і зарозуміла темношкіра раса, що мешкає в місті Ундердарк. Цей народ сумнозвісний своєю жорстокістю, віроломством і міжусобними війнами. Більшість темних ельфів сповідує кривавий культ павукової богині Ллос. Люди і ельфи Поверхні бояться і ненавидять темних ельфів, переслідуючи навіть тих з них, хто порвав зі злом. Відповідно до правил Dungeons & Dragons, темним ельфам притаманні нейтрально-злий світогляд. 

## Зноски
1. ↑  Cook, Monte, Jonathan Tweet, and Skip Williams. Monster Manual (Wizards of the Coast, 2003)